# R指定 (リアーナのアルバム)
『R指定』（アールしてい、原題: Rated R）はバルバドスのレコーディングアーティストリアーナの4枚目のスタジオ・アルバムである。デフ・ジャム・レコードより2009年11月20日に発売された。アルバムの録音は、2009年1月から3月にかけて、いくつかのレコーディングスタジオで行われた。アルバムは主にチェイス・アンド・ステイタス、スターゲイト、ザ・ドリーム、ニーヨ、ブライアン・ケネディによってプロデュースされた。『R指定』はリアーナが当時の恋人クリス・ブラウンから暴力を受けた事件の後にコンセプトが考えられた為、歌詞は不吉な「怒り」の雰囲気を特徴とし、音楽的にはヒップホップ、ロック、ダブステップの要素を取り入れている。
アルバムはアメリカ合衆国のBillboard 200で初登場4位を記録し、初週で18.1万枚を売り上げた。彼女にとって3枚目となるプラチナ・アルバムとなり、Billboard Hot 100で「ハード」、Dance/Clubで「ロックスター101」、国際的には「ロシアン・ルーレット」「ルード・ボーイ」「テ・アモ」と5枚のヒットシングルが生まれた。アルバムは発売と同時に大部分の批評家から肯定的評価を受けた。リアーナの所属レーベルによると、アルバムは全世界で約300万枚を売り上げた。

## 収録曲
| #   | タイトル                                    | 作詞・作曲 | プロデュース                               | 時間 |
| --- | ------------------------------------------- | --- | ------------------------------------------ | ---- |
| 1.  | 「マッド・ハウス」(イントロ)                | マケバ・リディック、ウィル・ケナード、ソウル・ミルトン、ロビン・フェンティ                                                           | チェイス・アンド・ステイタス               | 1:34 |
| 2.  | 「ウェイト・ユア・ターン」                  | ジェイムズ・フォンテレロイII、ミケル・S.エリクセン、トーア・エリック・ヘルマンセン、ケナード、ミルトン、タクラ・テンダイ、フェンティ | チェイス・アンド・ステイタス、スターゲイト | 3:46 |
| 3.  | 「ハード」(feat. ヤング・ジージー)          | テリウス・ナッシュ、クリストファー・スチュワート、フェンティ、ジェイ・ジェンキンス                                                   | ザ・ドリーム、トリッキー・スチュワート     | 4:10 |
| 4.  | 「ストゥーピッド・イン・ラヴ」              | シャファー・スミス、エリクセン、ヘルマンセン                                                                                         | スターゲイト、ニーヨ                       | 4:01 |
| 5.  | 「ロックスター101」(feat. スラッシュ)       | ナッシュ、スチュワート、フェンティ                                                                                                   | ザ・ドリーム、スチュワート                 | 3:58 |
| 6.  | 「ロシアン・ルーレット」                    | スミス、チャック・ハーモン | チャック・ハーモニー、ニーヨ               | 3:48 |
| 7.  | 「ファイアー・ボム」                        | フォンテレロイII、ブライアン・ケネディ、フェンティ                                                                                   | ケネディ                                   | 4:17 |
| 8.  | 「ルード・ボーイ」                          | エリクセン、ヘルマンセン、エスター・ディーン、リディック、ロブ・スワイヤ、フェンティ                                                 | スターゲイト、スワイヤ                     | 3:43 |
| 9.  | 「フォトグラフス」(feat.ウィル・アイ・アム) | ウィリアム・アダムス、ジャン・バディスト、マイケル・マクヘンリー、アラン・リンドー、アラン・ホワイト                                 | ウィル・アイ・アム                         | 4:46 |
| 10. | 「G4L」                                     | ケンナード、ミルトン、フォンテレロイII、フェンティ                                                                                   | チェイス・アンド・ステイタス               | 3:59 |
| 11. | 「テ・アモ」                                | エリクセン、ヘルマンセン、フォンテレロイII、フェンティ                                                                               | スターゲイト                               | 3:28 |
| 12. | 「コールド・ケース・ラヴ」                  | ジャスティン・ティンバーレイク、ロビン・タドロス、フォンテレロイII                                                                   | ザ・ワイズ                                 | 6:04 |
| 13. | 「ザ・ラスト・ソング」                      | フォンテレロイII、ケンナード、ベン・ハリソン、フェンティ                                                                             | ケネディ、ハリソン                         | 4:16 |

| #   | タイトル                                                            | 作詞・作曲                                     | プロデュース         | 時間 |
| --- | ------------------------------------------------------------------- | ---------------------------------------------- | -------------------- | ---- |
| 14. | 「ロシアン・ルーレット」(ドニ・ホットウィール リミックス)           | シャファー・スミス、ロビン・フェンティ         | ドニ・ホットウィール | 3:02 |
| 15. | 「ホール・イン・マイ・ヘッド」(feat.ジャスティン・ティンバーレイク) | フォンテレロイII、フェンティ、ティンバーレイク | ザ・ワイズ           | 4:06 |

| #   | タイトル                                     | 作詞 | 作曲・編曲 | リミックス                                               | 時間 |
| --- | -------------------------------------------- | ---- | ---------- | -------------------------------------------------------- | ---- |
| 1.  | 「マッド・ハウス」                           |      |            | チュー・フー・ストレート・ジャケット・フィックス         | 2:12 |
| 2.  | 「ロシアン・ルーレット」                     |      |            | チュー・フー・ブラック・ロシアン・フィックス             | 5:55 |
| 3.  | 「ロックスター101」(feat. スラッシュ)        |      |            | チュー・フー・ティーチャーズ・ペット・フィックス         | 4:27 |
| 4.  | 「ウェイト・ユア・ターン」                   |      |            | チュー・フー・キャント・ウェイト・ノー・モア・フィックス | 5:09 |
| 5.  | 「フォトグラフス」(feat. ウィル・アイ・アム) |      |            | チュー・フー・35mm・フィックス                           | 5:59 |
| 6.  | 「ルード・ボーイ」                           |      |            | チュー・フー・ビタミン・フィックス                       | 5:41 |
| 7.  | 「ハード」(feat.ジージー)                    |      |            | チュー・フー・グラニテ・フィックス                       | 5:28 |
| 8.  | 「G4L」                                      |      |            | チュー・フー・ガンズ・イン・ザ・エアー・フィックス       | 5:25 |
| 9.  | 「ファイアー・ボムFire Bomb」                |      |            | チュー・フー・モロトフ・フィックス                       | 6:58 |
| 10. | 「ストゥーピッド・イン・ラヴ」               |      |            | チュー・フー・スモール・ルーム・フィックス               | 5:32 |

## 発売日一覧
| 地域           | 情報           | レーベル                 | 規格                       |
| -------------- | -------------- | ------------------------ | -------------------------- |
| オーストラリア | 2009年11月20日 | ユニバーサルミュージック | CD、デジタル・ダウンロード |
| ドイツ         | 2009年11月20日 | ユニバーサルミュージック | CD、デジタル・ダウンロード |
| ポーランド     | 2009年11月21日 | ユニバーサルミュージック | CD、デジタル・ダウンロード |
| イギリス       | 2009年11月23日 | マーキュリー・レコード   | CD、デジタル・ダウンロード |
| アメリカ合衆国 | 2009年11月23日 | デフ・ジャム・レコード   | CD、デジタル・ダウンロード |
| デンマーク     | 2009年11月23日 | ユニバーサルミュージック | CD、デジタル・ダウンロード |
| カナダ         | 2009年11月23日 | ユニバーサルミュージック | CD、デジタル・ダウンロード |
| ブラジル       | 2009年11月24日 | ユニバーサルミュージック | CD、デジタル・ダウンロード |
| スペイン       | 2009年11月24日 | ユニバーサルミュージック | CD、デジタル・ダウンロード |
| 日本           | 2009年11月25日 | ユニバーサルミュージック | CD、デジタル・ダウンロード |
| オランダ       | 2009年11月26日 | ユニバーサルミュージック | CD、デジタル・ダウンロード |
| 台湾           | 2009年11月27日 | ユニバーサルミュージック | CD、デジタル・ダウンロード |
| 中国           | 2009年12月31日 | ユニバーサルミュージック | CD、デジタル・ダウンロード |

| 地域           | 発売日        | レーベル                 | 規格                       |
| -------------- | ------------- | ------------------------ | -------------------------- |
| ドイツ         | 2010年5月21日 | ユニバーサルミュージック | CD、デジタル・ダウンロード |
| ポーランド     | 2010年5月21日 | ユニバーサルミュージック | CD、デジタル・ダウンロード |
| アメリカ合衆国 | 2010年5月25日 | デフ・ジャム・レコード   | CD、デジタル・ダウンロード |
| ブラジル       | 2010年6月1日  | ユニバーサルミュージック | CD、デジタル・ダウンロード |